# Жерар Ульє
Жерар Ульє (фр. Gérard Houllier, французька вимова [ʒeʁaʁ ulje]; 3 вересня 1947, Теруанн, Франція — 14 грудня 2020, Булонь-Біянкур) — французький футбольний тренер, у минулому футболіст-півзахисник.
Під його кервництвом Парі Сен-Жермен уперше виграв першість Франції.

## Біографія
Був головним тренером клубів французького чемпіонату «Ланс» (1982—1985) і «Парі Сен-Жермен» (1985—1988), який завоював під його керівництвом у 1986 році золоті медалі, а також клубу англійської Прем'єр-Ліги «Ліверпуль» (1998—2004), з яким у сезоні 2000/2001 виграв Кубок УЄФА. Потім з 2005 по 2007 рік Ульє працював з «Ліон», який при ньому обидва сезону тріумфально завершував чемпіонат на першому місці.
Після своєї відставки заявив про те, що «хоче взяти паузу, підвести деякі підсумки і подумати про подальше життя». З тих пір ходило багато чуток про його можливе нове місце роботи. До нього виявляли інтерес такі клуби, як київське «Динамо», «Манчестер Сіті», «Ньюкасл Юнайтед», а також ряд інших клубів і футбольних федерацій. Але жодна з пропозицій Жераром Ульє не було прийнято.
Крім тренерської роботи в клубах Жерар Ульє займав різні посади в Футбольної федерації Франції. У період з 1988 по 1998 рік Ульє був технічним директором збірної Франції. Паралельно з цією посадою він спочатку був призначений помічником тодішнього головного тренера національної команди Мішеля Платіні (1988—1992), а після його відставки сам став біля керма збірної. Але через те, що Франція не змогла пробитися на чемпіонат світу 1994 року, був змушений покунути пост головного тренера в кінці 1993 року. Пізніше, з 1994 по 1996 рік Ульє працював з юнацькою командою Франції віком до 18 років, а потім був головним тренером збірної Франції віком до 20 років. З вересня 2007 року Жерара Ульє знову призначили технічним директором французької збірної.

## Нагороди
За внесок у розвиток французького футболу в 2002 році нагороджений Орденом Почесного легіону, а за заслуги перед британським футболом Ульє поряд зі своїм колегою-співвітчизником і другом Арсеном Венгером був удостоєний Ордена Британської імперії (2003).

## Досягнення

### Як тренер

#### «Парі Сен-Жермен»
- Чемпіон Франції: 1986

#### Франція U-18
- Чемпіон Європи (U-18): 1996

#### «Ліверпуль»
- Володар Кубка УЄФА: 2001
- Володар Суперкубка УЄФА: 2001
- Володар Кубка Англії: 2001
- Володар Суперкубка Англії: 2001
- Володар Кубка англійської ліги: 2001, 2003
- Бронзовий призер Англії: 2001
- Віце-чемпіон Англії: 2002

#### «Ліон»
- Чемпіон Франції: 2006, 2007
- Володар Суперкубка Франції: 2005, 2006

### Звання
- Тренер команди року УЄФА: 2001[16]
- Кавалер Ордена Почесного легіону: 2002
- Кавалер Ордена Британської імперії: 2003